# Orangeburg (Karolina Południowa)
Orangeburg – miasto (city), ośrodek administracyjny hrabstwa Orangeburg, w środkowej części stanu Karolina Południowa, w Stanach Zjednoczonych, położone nad rzeką North Edisto. W 2012 roku miasto liczyło 13 850 mieszkańców. 
Miasto założone zostało w 1735 roku przez niemieckich, szwajcarskich i holenderskich osadników, którzy nazwali je na cześć Wilhelma IV Orańskiego.
Orangeburg jest ośrodkiem przemysłu tekstylnego, drzewnego, chemicznego oraz elektromaszynowego (m.in. lotniczego). W mieście swoją siedzibę mają uczelnie South Carolina State University, Claflin University oraz Orangeburg-Calhoun Technical College.